# Hladomorna (jeskyně)
Lidomorna (chybně nazývaná Hladomorna) je jeskyně, která se nachází ve skále pod hradem Holštejn nedaleko stejnojmenné vesnice. Vede k ní turisticky značená cesta.
V dobách fungování hradu sloužila jako vězení. Její současný vchod byl zazděn a vězni byli spouštěni do jeskyně otvorem z hradu. Jeskyně je tvořena velkým dómem vysokým okolo 17 metrů s rozměry 25 x 35 metrů. K dómu se připojují další 4 menší síně. Z jedné síně vede neprůlezná puklina na povrch. Při prvních prohlídkách jeskyně bylo na jejím dně nalezeno mnoho lidských pozůstatků a kovových předmětů.
Jindřich Wankel a Karel Absolon při prohledávání jeskyně našli ručně tesané schůdky v chodbě, která vedla původně z hradu do stropu jeskyně. Chodba byla z povrchu zavalena až do roku 2011. Průchod byl tehdy obnoven díky spolupráci Občanského sdružení Phoenix Holštejn a Moravského speleologického klubu Holštejn.
Jeskyně je volně přístupná vchodem, který byl ve středověku zazděný. Dno jeskyně je pokryto bludištěm obrovských balvanů, které se sem zřítily ze stropu. V jeskyni zimují vzácní netopýři - netopýr velký a netopýr ušatý. Skalní stěna nad vchodem do jeskyně bývá využívána horolezci.

## Fotogalerie

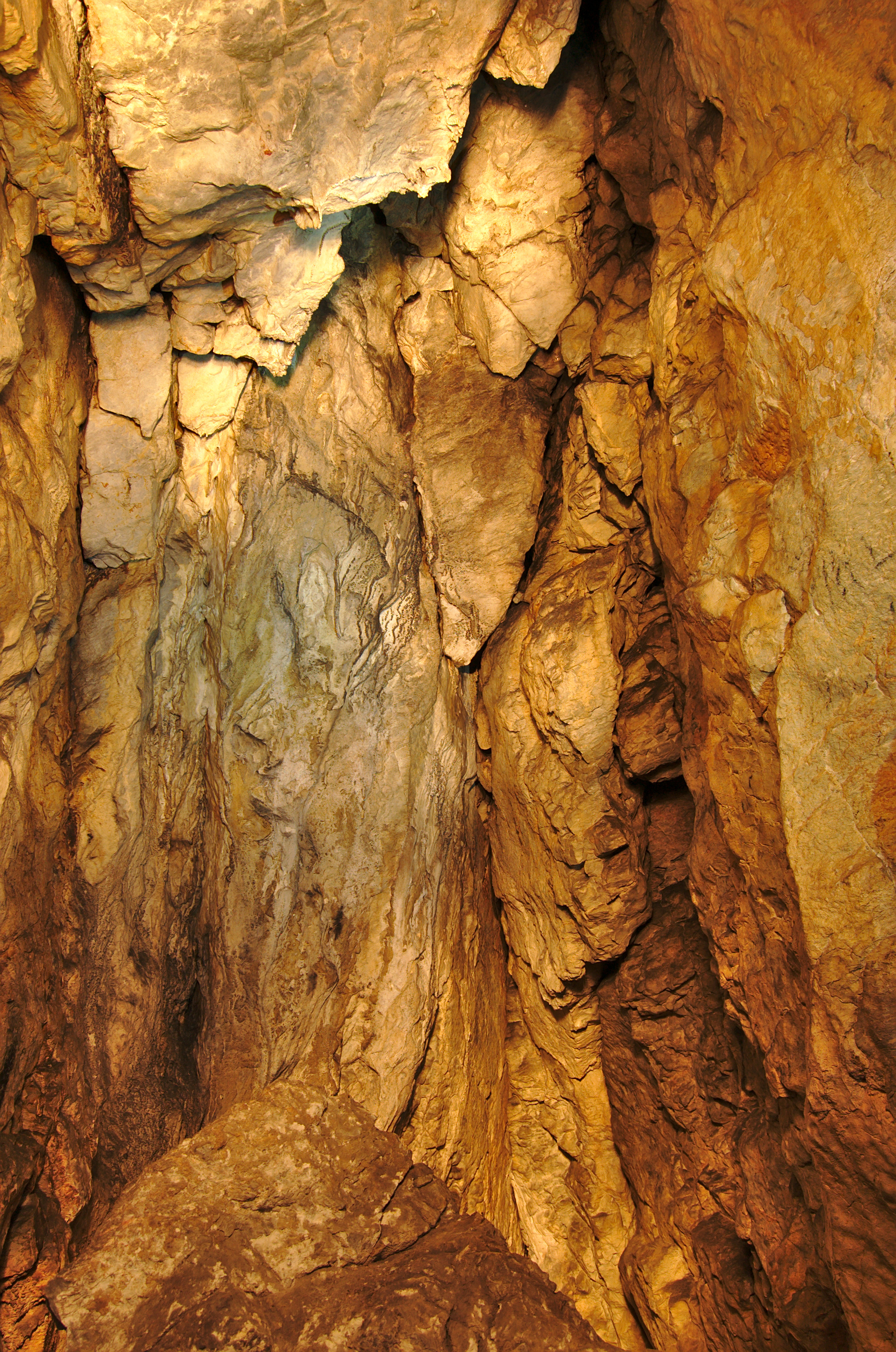
Jeskyně Lidomorna
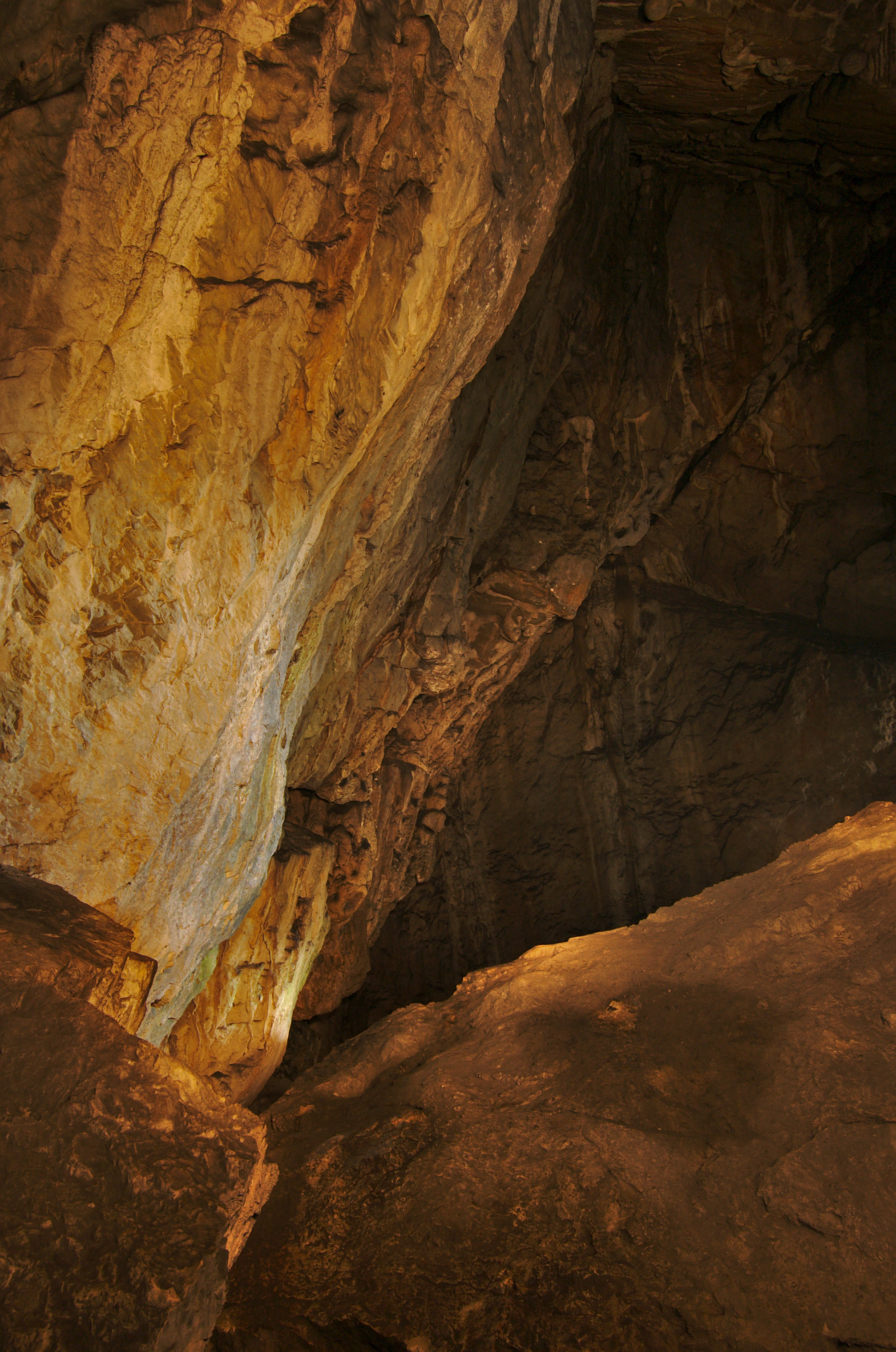
Jeskyně Lidomorna
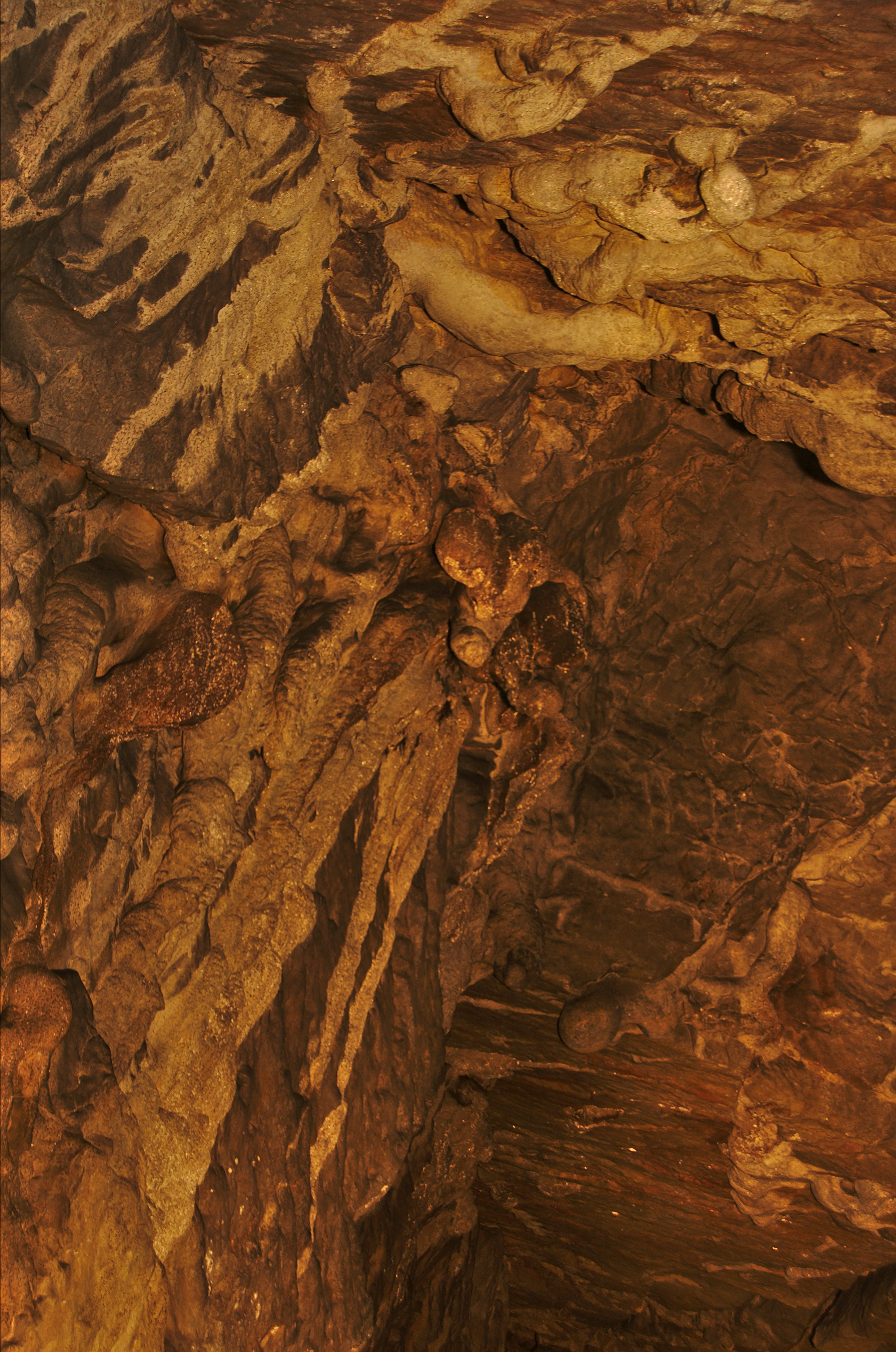
Jeskyně Lidomorna
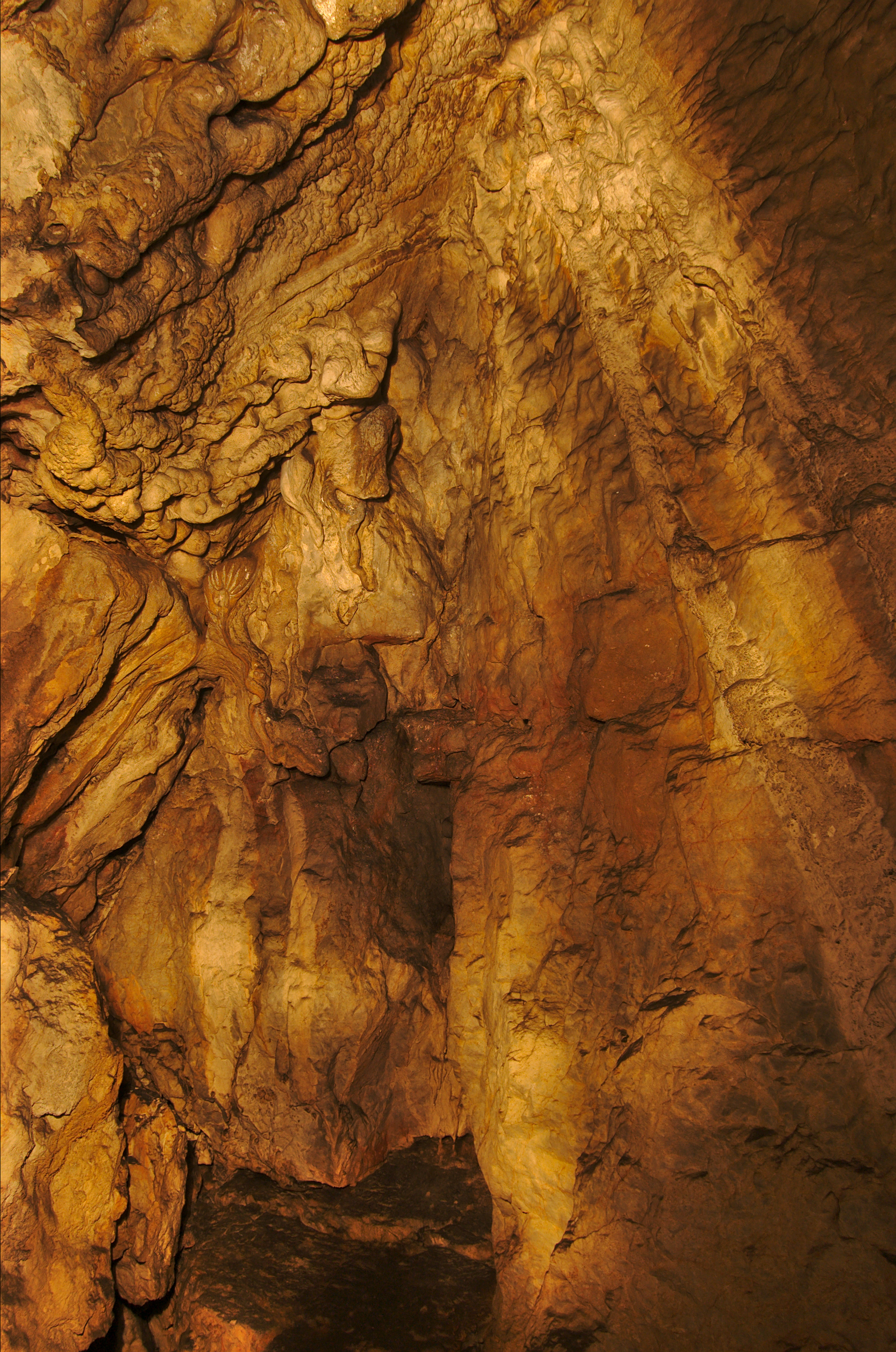
Jeskyně Lidomorna
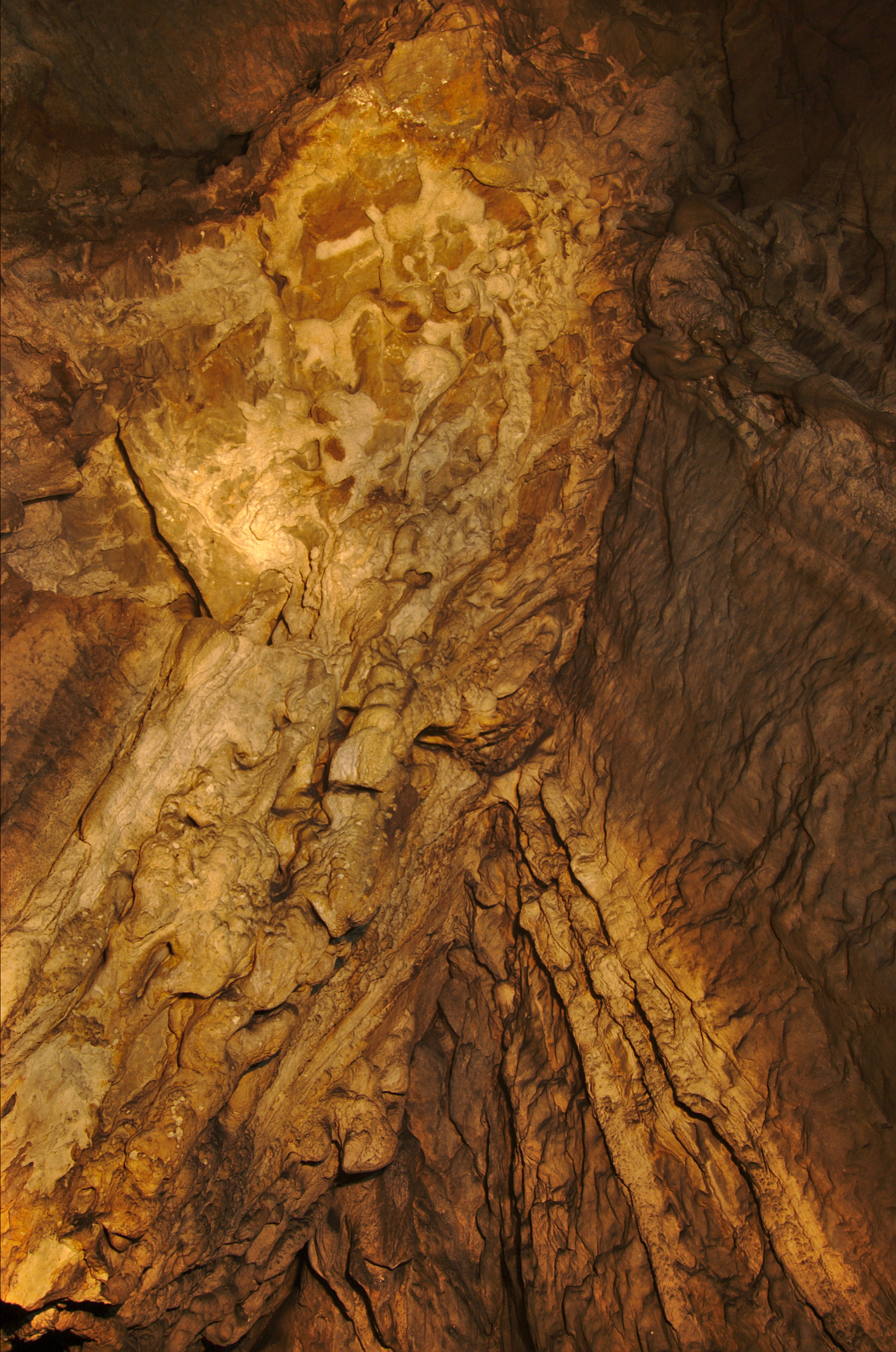
Jeskyně Lidomorna
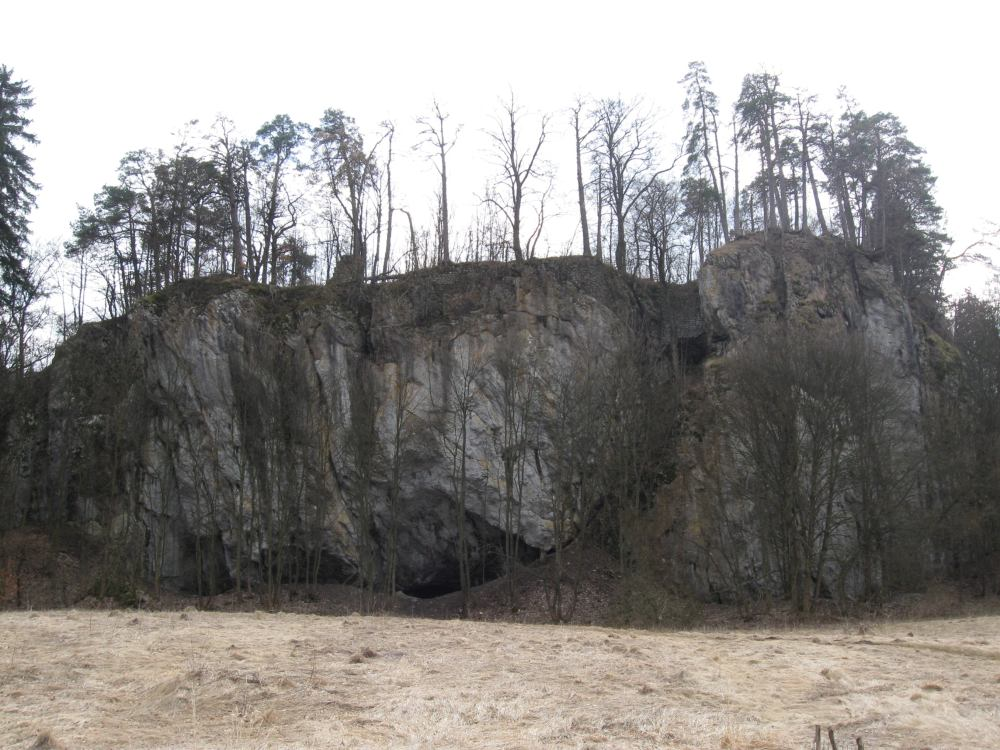
Skála s troskami hradu Holštejn
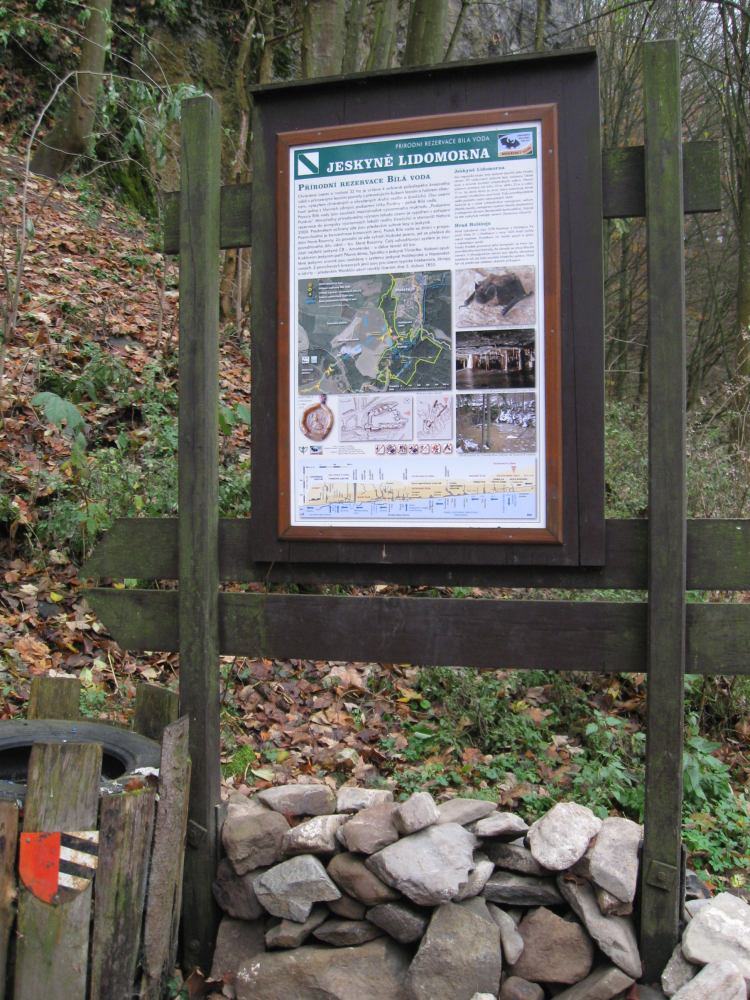
Informační tabule před jeskyní
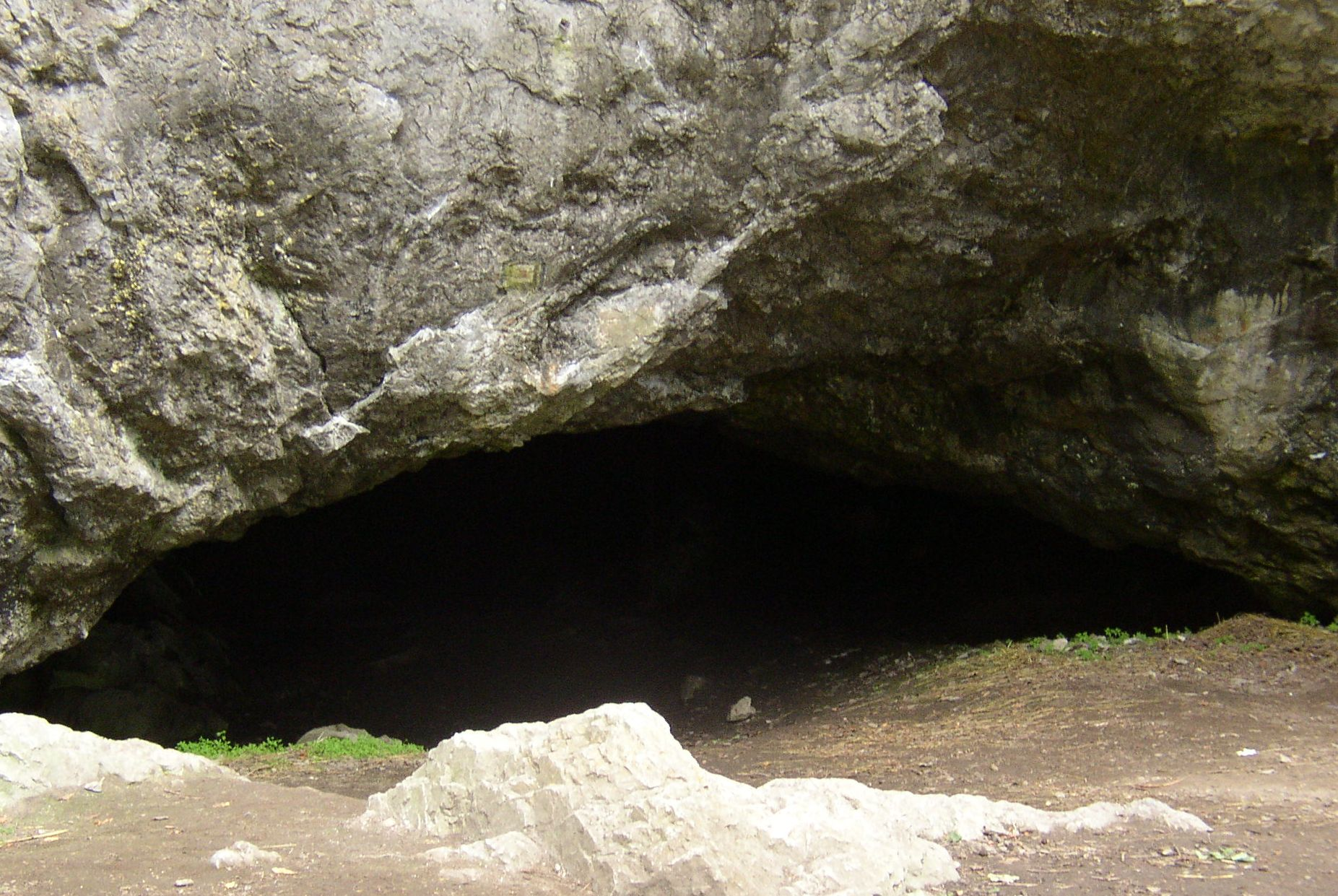
Vstup do jeskyně, který byl ve středověku zazděný
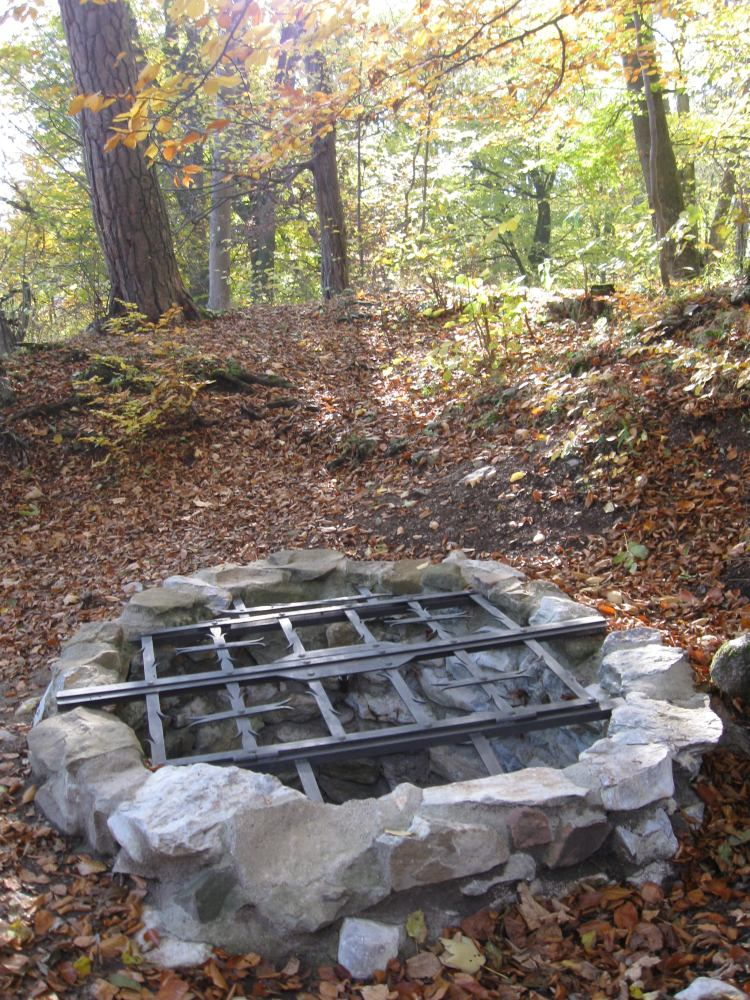
Obnovený středověky vstup do Hladomorny
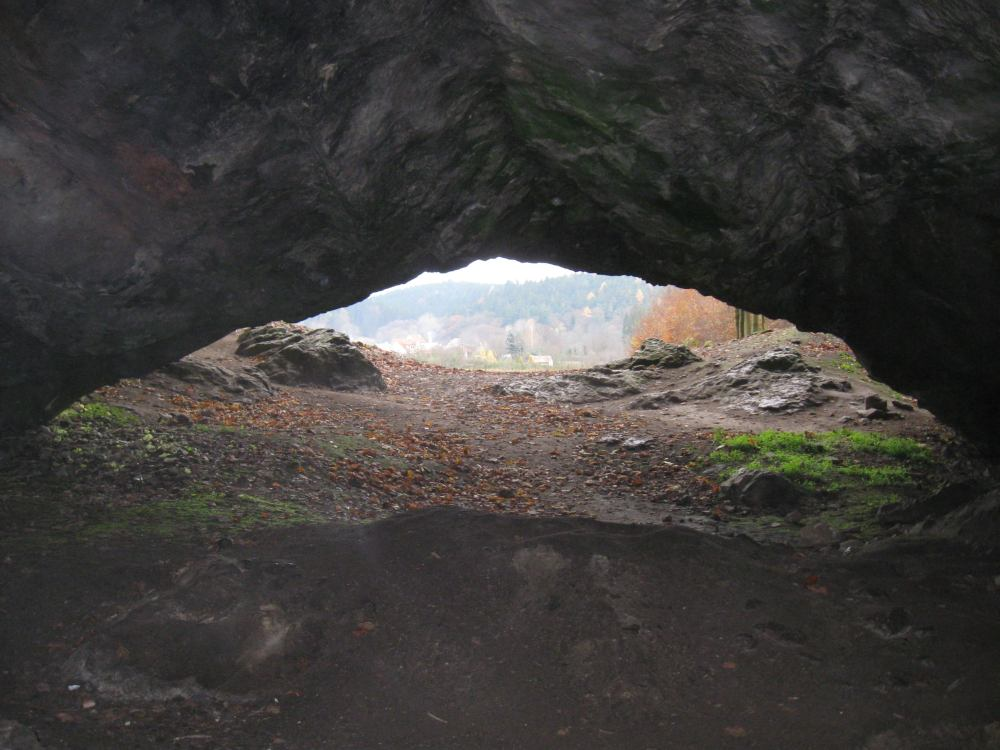
Pohled z jeskyně
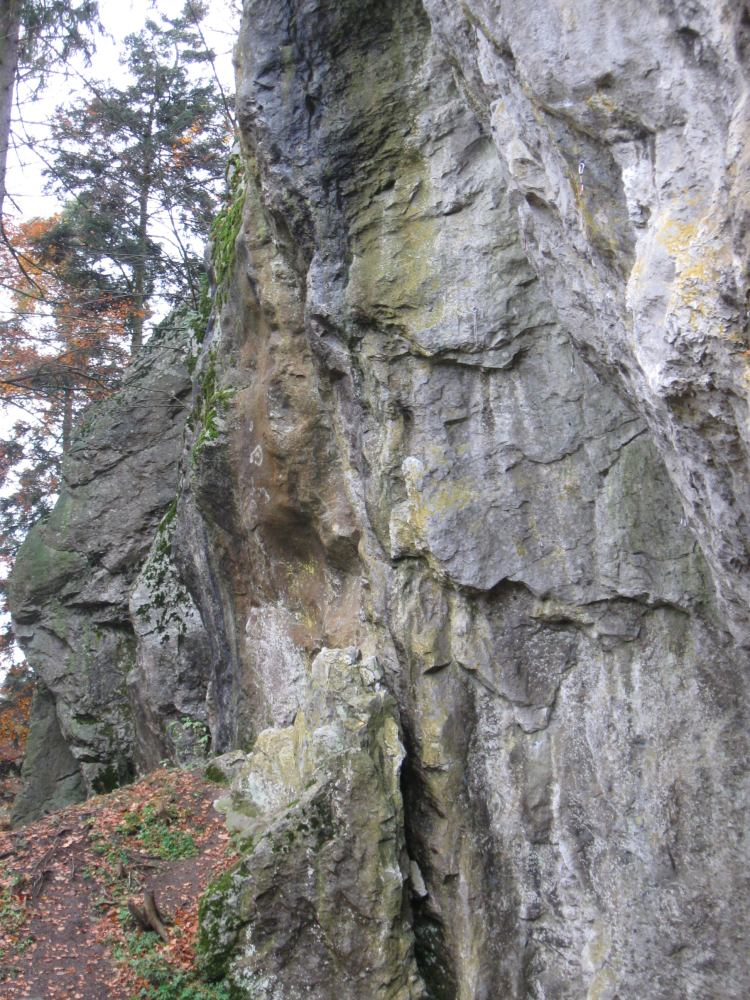
Skála nad jeskyní